# Shai Piron
Shai (Moshe) Piron, en hébreu : שי פירון, né en 1965, est un rabbin éminent et éducateur dans le mouvement sioniste religieux. Chef d'une grande yeshiva à Petah Tikva, Piron est également impliqué dans les efforts visant à combler le fossé entre les communautés laïques et religieuses à travers le Tzohar, un organisme bien connu qu'il a contribué à fonder. Piron est marié et père de six enfants et vit à Oranit, une petite colonie au-delà  de la ligne verte près de Rosh HaAyin.
Il est député à la Knesset pour le parti centriste et laïque Yesh Atid de Yaïr Lapid et occupe le poste de ministre de l'Éducation dans le gouvernement Netanyahou III.